# The Sacred Mushroom
I Sacred Mushroom furono un gruppo musicale statunitense attivo dal 1964-65 fino a circa il 1968-69.

## Storia
La band prendeva il nome dall'omonimo locale di Cincinnati presso il quale era solita esibirsi ed era centrata sulla figura dei fratelli Goshorn (Larry, chitarra solista e voce di ispirazione blues e folk e Danny, voce).
Il suo genere spaziava dal pop rock melodico al rock psichedelico passando per il blues.
Pubblicò un 45 e un 33 giri prima di sciogliersi all'inizio del 1969.
Larry Goshorn, che del gruppo era anche il compositore, scrisse entrambi i brani del 45 giri Break Away Girl / Yellow Fellow ; l'unico album, eponimo, pubblicato dal gruppo, presenta tutte composizioni originali — ancora opera di Goshorn — e una cover di I'm Not Like Everybody Else, scritta nel 1964 da Ray Davies e originariamente eseguita dai Kinks.
Nonostante la copertina (un disegno artistico rappresentante un fungo nello stile grafico tipico degli anni sessanta) suggerisse uno stile musicale rock psichedelico dell'album, nondimeno la stampa specializzata lo classifica nel genere blues rock.
Dopo lo scioglimento del gruppo i fratelli Goshorn continuarono la loro attività, entrando nel gruppo folk e country rock Pure Praire League, rimanendovi fino al 1985.
L'album The Sacred Mushroom fu ristampato due volte in vinile (anni ottanta ancora da Parallax; 1984 dalla francese Eva, numero di catalogo 852125) e altrettante su CD (ancora Eva, 1993, numero di catalogo B30, e l'italiana Akarma, 2002, numero di catalogo AK 198).

## Formazione
- Larry Goshorn (voce, chitarra solista)
- Danny Goshorn (voce)
- Fred Fogwell (chitarra ritmica)
- Doug Hamilton (batteria)
- Joe Stewart (basso)
- Rusty York (armonica)

## Discografia
- 196?: Break Away Girl / Yellow Fellow (Minaret MIN-131, 45 giri)
- 1969: The Sacred Mushroom (Parallax P-4001, 33 giri)